# 엣추나카무라역
엣추나카무라역(일본어: 越中中村駅)은 일본 도야마현 나메리카와시에 위치한 도야마 지방 철도 본선의 철도역이다. 단선 승강장 1면 1선의 구조를 갖춘 지상역이다.

## 역 주변
바로 서쪽에, 아이노카제토야마 철도가 병행 · 통과함. 역 남쪽 500m에는 히가시나메리카와역이 있으나, 역 과는 연결되지 않음.

## 역사
- 1935년 12월 14일 : 도야마 전기 철도가 나메리카와역부터 연장해, 하야쓰키역으로서 개업.
- 1936년 6월 5일 : 도야마 전기 철도가 덴테쓰우오즈 역까지 연장해, 도중역으로 전환.
- 1943년 1월 1일 : 회사 통합에 의해, 도야마 지방 철도의 역이 됨.
- 1950년 3월 23일 : 엣추나카무라역으로 개칭.

## 인접 역
| 도야마 지방 철도 본선            | 도야마 지방 철도 본선 | 도야마 지방 철도 본선        |
| -------------------------------- | --------------------- | ---------------------------- |
| 하야쓰키카즈미 덴테쓰토야마 방면 | ■ 본선                | 니시우오즈 우나즈키온센 방면 |